# 聖誕男孩
《聖誕男孩》，是一部英國聖誕奇幻電影，由吉爾·克蘭所執導，根據麥特·海格的同名小說所改編。
電影由StudioCanal於2021年11月26日在英國、澳洲、紐西蘭、法國、德國和中國等地上映，同時也會於串流平台Netflix上全球發布。

## 劇情
在平安夜，安德里亞、莫佩特和帕特里克（他們的母親最近去世了，而他們的父親因一項緊急任務而要去工作）被交給露絲姨婆照顧，她是一位老婦人，她試圖通過講聖誕節的故事來娛樂孩子們。
13歲的尼古拉斯和他的樵夫父親喬爾住在森林裡。尼古拉斯的母親在兩年前去世，被一隻熊吃掉了，尼古拉斯每天晚上都在試圖安慰自己，想起一個叫做精靈村落的地方的傳說，一個女孩在那裡找到了一個精靈居住的神奇地方，幫助她度過了冬天。一天晚上，一隻老鼠試圖偷一些食物，但尼古拉斯救了他的命，尼古拉斯叫老鼠米卡並試圖教他說話。
有一天，國王召集他的臣民，並承諾如果有人能夠找到一件能給王國帶來希望的物品，那麼他將獲得豐厚的獎勵。喬爾加入了一群獵人，試圖尋找精靈村。喬爾委託卡洛塔姑姑在他不在的時候可以好好照顧尼古拉斯，但卡洛塔阿姨卻讓尼古拉斯的生活變得悲慘。
尼古拉斯找到了一張確認精靈村落存在的地圖，因此他決定前往極北地區尋找他的父親並將地圖交給他。在旅途中，尼古拉斯得知米卡學會了說話，這為他繼續探索提供了希望。當他們到達半月森林時，尼古拉斯救了一隻馴鹿，這隻馴鹿允許尼古拉斯騎上他，他們一同繼續向北尋找精靈村，尼古拉斯將這隻馴鹿命名為「閃電」。
尼古拉斯、米卡與閃電到達地圖上註記的精靈村落所在地，但除了喬爾的刀外什麼也沒找到。尼古拉斯失去了希望並崩潰，性命也漸漸垂危。他被小諾什和托波神父發現。托波神父給了尼古拉斯一個“希望咒語”，讓他能夠振作。托波神父告訴他在精靈村落，但只有相信有這個地方的人才能看到。
尼古拉斯在相信精靈後能夠看到這個地方並試圖留在村落上。他得知包括喬爾在內的一群人類綁架了一個名叫小奇普的小精靈。尼古拉斯被判處被黑暗塔中的巨魔吃掉。尼古拉斯在一位名叫真理精靈的年輕仙女的幫助下成功逃脫。然後他決定嘗試找到喬爾並澄清誤會。
在森林裡，找到了一群獵人和小奇普，但他被獵人綁住了，並發現喬爾和他們在一起。喬爾改變了主意，想出了一個計劃。他釋放了 尼古拉斯、小奇普和閃電，他們逃離了獵人。因為喬爾和他的雪橇不能使閃電飛走，所以決定犧牲自己讓三人飛走。
尼古拉斯和小奇普一起回到精靈村落，他必須準時帶上小奇普，以防止托波神父受到懲罰。小奇普的父母用精靈們製作的傳統玩具來答謝尼古拉斯。然後尼古拉斯有了一個想法，讓所有的精靈創造出大量的玩具和糖果。尼古拉斯正要帶著禮物騎著閃電返回南方，這時他遇到了精靈村落的族長。她看到他隨身攜帶的挂墜盒上掛著她母親的肖像，揭示了傳說中到曾到過精靈村落的女孩正是尼古拉斯的母親。
精靈村落的族長隨後告訴他，當男人（包括喬爾）帶走小奇普的消息傳開時，她是如何對人類失去信心的。並告訴她，尼古拉斯的母親總是記得精靈村落的快樂。
尼古拉斯一天晚上回到王國，他向國王展示了自己，並提供了一個玩具。困惑的國王問他禮物的意義，帶領尼古拉斯把他帶到王國的所有房子裡，把玩具留給孩子們，同時盡量不打擾他們。國王很感動，決定幫助他。
故事結束後，露絲阿姨向孩子們解釋了尼古拉斯行為的意義，她覺得其中一個人已經接受了母親的命運，並且正在學習接受這種命運。孩子們已經猜到這個男孩是聖誕老人。孩子們的父親回來後，驚訝地發現客廳裡擺滿了聖誕裝飾品和禮物。然後露絲姨婆離開了孩子們的家，在結尾的場景中扔了一個鞭炮，表明自己是真理精靈。

## 演員
- 吉姆·布洛班特 飾 國王(The King)
- 柔伊·科萊蒂（英语：Zoe Colletti） 飾 誠實小仙子(The Truth Pixie)
- 莎莉·霍金斯 飾 魔朵村長(Mother Vodol)
- 麥可·俞斯曼 飾 喬爾(Joel)：尼可拉斯的爸爸
- 陶比·瓊斯 飾 托波老爹(Father Topo)：精靈，小諾希的曾曾祖父。
- 亨利·羅佛 飾 尼可拉斯(Nikolas (小名：Chistmas))
- 瑪姬·史密斯 飾 露絲姨婆(Aunt Ruth)，年老的誠實小仙子。
- 魯恩·坦迪 飾 安德斯(Anders)，獵人。
- 英狄卡·華生 飾 小諾希(Little Noosh)：精靈，托波老爹的曾曾孫。
- 克莉絲汀·薇格 飾 卡洛塔姑姑(Aunt Carlotta)
- 史蒂芬·默錢特 飾 米卡(Miika the Mouse (voice))
- Rishi Kuppa 飾 小奇普(Little Kip)

## 製作
2016年5月簽訂合約，該部電影由 Blueprint Pictures 和 StudioCanal 製作，歐·帕克來撰寫劇本。
2019年4月，透露電影導演為吉爾·克蘭，吉姆·布洛班特、莎莉·霍金斯 、瑪姬·史密斯和克莉絲汀·薇格等一同出演。拍攝於同月開始，場景設定在芬蘭拉普蘭區、捷克、斯洛伐克和倫敦。